# Triops gadensis
Triops gadensis – bardzo słabo poznany gatunek przekopnicy. Występuje w okresowo wysychających zbiornikach wodnych na półwyspie Iberyjskim. Nazwa gatunku pochodzi od dawnej nazwy miasta Kadyks: Gadez, w którego to okolicach występuje. Jej ciało składa się z 31 segmentów, z których wyrastają odnóża w liczbie około 50 (5-7 ostatnich segmentów nie posiada odnóży), a około połowa segmentów okrytych jest karapaksem mierzącym 1,9 cm.